# Stanisław Sadowski (lekarz)
Stanisław Sadowski (ur. 17 kwietnia 1912 w Ujnach, zm. 2 stycznia 1987 w Augustowie) – polski lekarz chirurg i działacz społeczny, poseł na Sejm PRL I kadencji (1952–1956). 

## Życiorys
Z wyróżnieniem ukończył gimnazjum w Kielcach, po czym studiował medycynę na Uniwersytecie Stefana Batorego. Od trzeciego roku studiów pracował jako asystent, praktykował również w szpitalu miejskim oraz na wsi wileńskiej. W 1941 znalazł się w Wilejce, gdzie również pracował jako lekarz. W kwietniu 1945 osiadł w Augustowie, w którym organizował Szpital Powiatowy (najpierw w budynku zniszczonego sierocińca przy ul 3 Maja, a od jesieni 1945 w budynku obecnej Szkoły Podstawowej nr 4). W latach 1948–1954 kierował budową nowego szpitala przy ul. Szpitalnej 12. Od 1946 do 1971 był dyrektorem szpitala, a także ordynatorem na oddziale chirurgicznym. Działał społecznie: w 1956 przystąpił do Klubu Młodej Inteligencji w Augustowie, był również członkiem i prezesem lokalnego Towarzystwa Wiedzy Powszechnej. W 1967 został pierwszym przewodniczącym zarządu nowo powstałego Towarzystwa Miłośników Ziemi Augustowskiej. Pochowany został na cmentarzu parafialnym w Augustowie.
W 1952 wybrany posłem na Sejm z okręgu Ełk, zasiadał w Komisji Pracy i Zdrowia. Był członkiem Polskiej Zjednoczonej Partii Robotniczej.

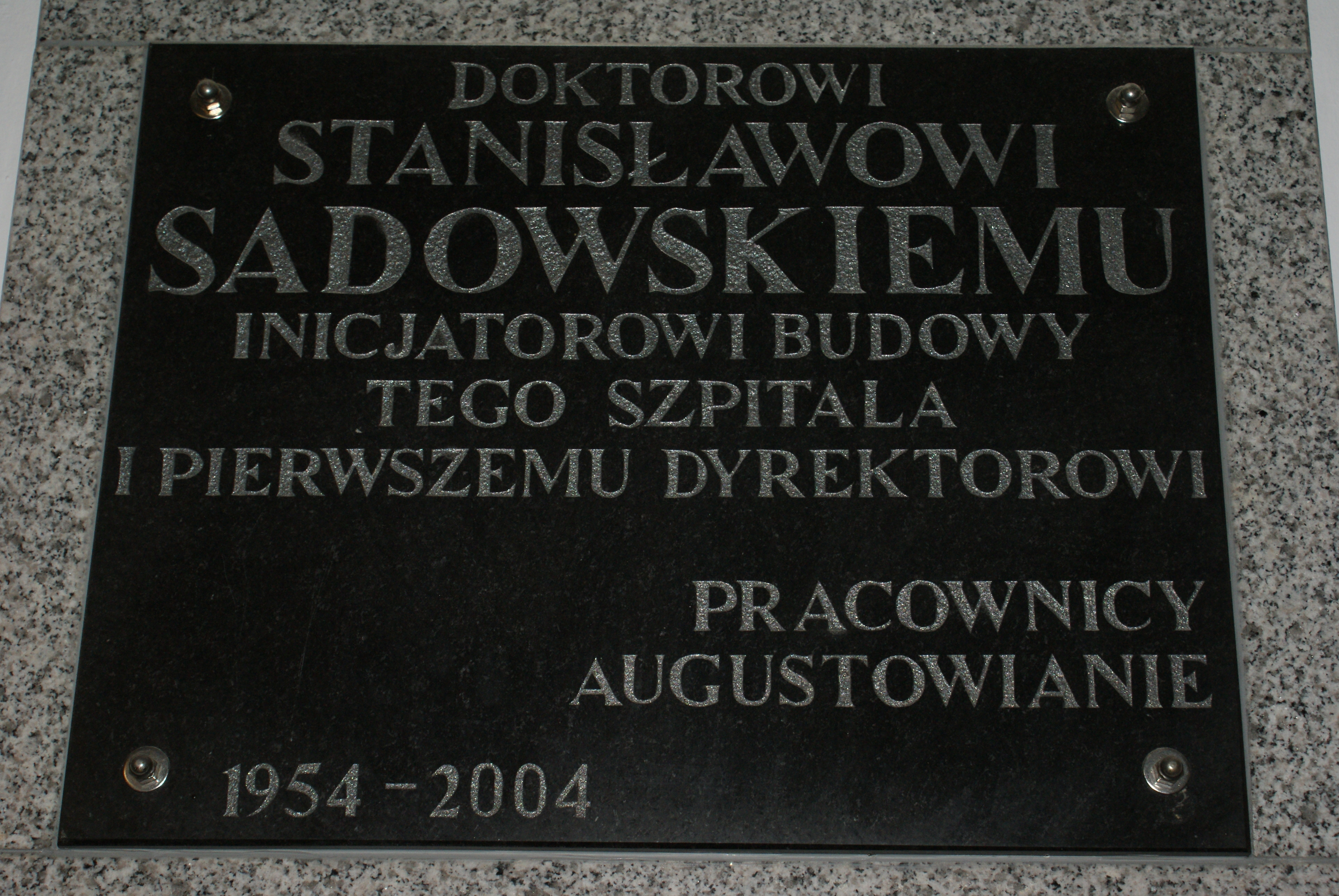
Tablica pamiątkowa umieszczona w szpitalu powiatowym w Augustowie.